# Benedikt Gröndal
Benedikt Sigurðsson Gröndal (7 de julio de 1924-20 de julio de 2010) fue un político de islandés, primer ministro de su país entre el 15 de octubre de 1979 y el 8 de febrero de 1980.

## Vida política
Miembro del Partido Social Demócrata (Alþýðuflokkurinn), fue miembro del  Parlamento (Althingi) entre 1956 y 1982. En 1966 asistió a la Asamblea General de las Naciones Unidas. 
Jefe de su partido desde 1974 hasta 1980, fue ministro de Asuntos Exteriores desde 1978, cargo que continuó ocupando durante su período como primer ministro, siendo el único político desde la independencia del país en 1944 que ocupó ambas posiciones a la vez en el gabinete.
Su gobierno fue el segundo socialdemócrata minoritario de Islandia. Cuando dejó de ejercerlo, en 1980, dejó también su cargo de ministro de Asuntos Exteriores y su puesto de líder partidario.